# Dywizja Strzelców Polskich (1917)
Dywizja  Strzelców Polskich (DSP) – wielka jednostka piechoty Wojska Polskiego na Wschodzie sformowana w 1917  na bazie Brygady Strzelców Polskich przy armii Imperium Rosyjskiego, rozwiązana w tym samym roku. Część żołnierzy przeszła do I Korpusu Polskiego.

## Dzieje jednostki
Dywizja zaczęła formować się na bazie Brygady Strzelców Polskich, przeniesionej na rozkaz Brusiłowa pod Kijów na kilka tygodni przed wybuchem rewolucji lutowej 1917 r. Pod okiem generała gen. Bylewskiego sformowano cztery pułki piechoty, kompanię inżynieryjną i dywizjon ułanów. Artylerii własnej dywizja nie posiadała. Na polską komendę, korespondencję wewnętrzną w języku ojczystym, kolorowe otoki i orzełki zgodę uzyskano dopiero po likwidacji caratu. Mundury pozostały rosyjskie. Wiele do życzenia pozostawiał dobór kadry oficerskiej. W zasadzie jedynie w 1. pułku, opartym na elementach Legionu Puławskiego, istniały podwaliny pod budowę prawdziwie narodowej formacji.
Wiosną 1917 roku, mimo oporów ze strony rosyjskiej, stany liczbowe pułków zaczęły szybko rosnąć, wkrótce przekraczając określone limity. W czerwcu 1917, po zakończeniu szkolenia w rejonie Płoskirowa dywizja została przerzucona na front galicyjski, pod Husiatyn, w ramach ofensywy Kiereńskiego. Walczyła pod Zbruczem i Czabarówką, Husiatyniem, Krechowicami, Stanisławowem. 4 lipca dywizja weszła w skład 7 Armii, po czym 6 lipca obsadziła okopy pod Brzeżanami. W dniach 7–10 lipca oddziały były silnie ostrzeliwane przez artylerię w okopach, w tym 3 Pułk pociskami gazowymi, przeciwko którym żołnierze nie mieli masek przeciwgazowych. Armia rosyjska była już w stanie daleko posuniętego rozkładu. W tej sytuacji, na skutek nasilonej agitacji bolszewickiej, doszło w kilku pododdziałach dywizji do odmowy wykonania rozkazów, dezercji do domów i przejść na stronę nieprzyjacielską, co zdarzało się również w jednostkach rosyjskich, ale zostało wykorzystane przez nieprzychylne Polakom dowództwo rosyjskie. M.in. pod Brzeżanami uciekło z pułków około 400 ludzi. Rozkazem z 18 lipca 1917 nakazano jej rozformowanie i przeniesienie lepszych żołnierzy do 169 i 171 rosyjskiej DP, pozostałych do pułków rezerwowych, a sprzęt nakazano przekazać czechosłowackiej 2 DP, do czego przystąpiono rozkazem z 20 lipca. Mimo to, na skutek przerwania frontu i panicznego odwrotu rosyjskiego, pułki dywizji faktycznie znalazły się w walkach odwrotowych, zbierając po drodze porzuconą broń. 
Rozkazem LXI Korpusu z 22 lipca nakazano powtórnie sformować dywizję, która jednak miała już zmniejszoną wartość bojową. W toku odwrotu, kompania 4 pułku strzelców 26 lipca chroniła ludność Czortkowa przed maruderami rosyjskimi. Dywizja była w tym momencie jedynym wartościowym oddziałem w rejonie Husiatyna. W panice ogarniającej wojska rosyjskie, w ciężkich bojach odwrotowych, 28 lipca 1 pułk strzelców stoczył zacięty bój obronny pod Czabarówką koło Husiatyna, a 2 i 3 pułki – pod Olchowczykiem, na linii Zbrucza. 
Część żołnierzy przeszła następnie do I Korpusu Polskiego. 
Tymczasem dywizjon ułanów, wydzielony z dywizji na samym początku jej istnienia, przeszedł pod Charków i – wykorzystując bałagan panujący w sztabach rosyjskich – przekształcił się samodzielnie w 1 pułk ułanów. Wkrótce, rozbudowany do czterech szwadronów, ruszył w rejon zakwaterowania dywizji. Nie dotarł tam jednak, przerzucony nagłym rozkazem pod Stanisławów, gdzie bronił mieszkańców przed bandami grasantów. Tam też, pod wsią Krechowce, walczył z piechotą niemiecką, ponosząc dotkliwe straty (30 zabitych, ponad 40 rannych), ale zyskując uznanie tak Rosjan, jak i Niemców. Nieustanne boje z nacierającymi oddziałami niemieckimi doprowadziły do tego, że dopiero we wrześniu, okrężną drogą przez Besarabię, dotarł pułk do Mińska, gdzie tworzył się I Korpus Polski.

## Organizacja i obsada personalna dywizji
Dowództwo i sztab
dowódca – gen. ppor. Tadeusz Bylewski (od 8 marca do 17 maja 1917), płk Lucjan Żeligowski, płk Rzadkowski, (od pocz. kwietnia do połowy maja), gen. A Szymon (od 17 maja)
dowódca brygady – płk Jan Rządkowski
dowódca brygady – płk Daniel Konarzewski
szef sztabu – płk Szewczenko (Rosjanin), kpt. Kisielow (Rosjanin),
- 1 pułk strzelców polskich – Kijów,

dowódca – płk Pieńkowski, potem płk Lucjan Żeligowski
kapelan – ks. Stanisław Czyżewski
- 2 pułk strzelców polskich – Borysojewo

dowódca – płk Wysocki
kapelan – ks. Męciński, a później ks. Gerwel
- 3 pułk strzelców polskich – Połtawa

dowódca – płk Bolesław Frej, płk T. Gałecki,
kapelan – ks. Hilary Daniłowicz
- 4 pułk strzelców polskich – Biereżań,

kapelan – ks. Tadeusz Jachimowski
- pułk rezerwowy strzelców w Biełgorodzie

dowódca – płk Winnicki
- 1 pułk ułanów (do 3 kwietnia Dywizjon Ułanów) – Czugajew

dowódca – ppłk Władysław Obuch-Woszczatyński, później płk Bolesław Mościcki
- samodzielna kompania inżynieryjna – sztabskapitan Mieczysław Wężyk
- Szpital dywizyjny (lazaret)
  - kapelan – ks. Eugeniusz Kapusta
- Polowy Szpital Ruchomy Polskiego Komitetu Pomocy Sanitarnej
- Dywizyjna Czołówka Opatrunkowa
- Czołówka Sanitarna Nr 70 Polskiego Komitetu Pomocy Sanitarnej
- Czołówka Sanitarna Nr 71 Polskiego Komitetu Pomocy Sanitarnej
- 4 Oddział Epidemiczny

Dywizja liczyła ok. 35 tysięcy żołnierzy, w tym pułk rezerwowy – 12 tys.